# Poor Baby
Poor Baby è un cortometraggio muto del 1915 diretto di Will Louis.
In una piccola parte appare anche Oliver Hardy, quando usava ancora il nome di O.N. Hardy.

## Trama
Pete, un vagabondo, raccatta per strada uno strano fagotto che si rivela contenere un neonato. Non sapendo che fare, Pete lascia l'involto davanti all'uscio della casa di una zitella. Vista insieme al bambino, la donna è vittima dei pettegolezzi. Il piccolo trovatello passa di casa in casa (in realtà, da uscio a uscio) finché non sarà riunito alla sua mamma.

## Produzione
Il film fu prodotto dalla Edison Company con il titolo di lavorazione The Tramp and the Baby. Venne girato a New York, negli Edison Studio.

## Distribuzione
Distribuito dalla General Film Company, il film - un cortometraggio in una bobina - uscì nelle sale cinematografiche USA il 28 luglio 1915.